# Larnacicus
Larnacicus is een monotypisch mosdiertjesgeslacht uit de familie van de Chaperiidae en de orde Cheilostomatida. De wetenschappelijke naam ervan is in 1903 voor het eerst geldig gepubliceerd door Norman.

## Soort
- Larnacicus corniger (Busk, 1859)